# Szczeliniec-Hütte
Die Szczeliniec-Hütte (polnisch Schronisko PTTK „Na Szczelińcu“) liegt auf einer Höhe von 905 m n.p.m. in Polen im Heuscheuergebirge, einem Gebirgszug der Sudeten, auf dem Szczeliniec Wielki.

## Geschichte
Die Hütte wurde 1845 errichtet. Sie wird von dem PTTK betrieben.

## Zugänge
Die Hütte ist über mehrere markierte Wanderwege erreichbar.

## Touren

### Gipfel
- Szczeliniec Wielki (919 m)